# ジェニー・アイゼンハワー
ジェニー・エリザベス・アイゼンハワー（Jennie Elizabeth Eisenhower, 1978年8月15日 - ）は、アメリカ合衆国の女優である。舞台作品を中心に活動している。
父方の曾祖父は第34代大統領のドワイト・D・アイゼンハワー、母方の祖父は第37代大統領のリチャード・ニクソンである。

## 生い立ち
カリフォルニア州サン・クレメンテでデイヴィッド・アイゼンハワーとジュリー・ニクソン・アイゼンハワーのあいだに生まれる。母方の祖父母は第37代アメリカ合衆国大統領のリチャード・ニクソンとその妻のパット・ニクソン、父方の祖父母は第37代大統領のドワイト・D・アイゼンハワーとその妻のマミー・アイゼンハワーである。
幼少期はペンシルベニア州バレーフォージで育ち、その後イリノイ州エバンストンのノースウェスタン大学をラテン・オナーズで卒業した。弟のアレクサンダー・リチャード・アイゼンハワー（1980年生）と妹のメラニー・キャサリン・アイゼンハワー（1984年生）がいる。
1996年にニューヨークのウォルドルフ＝アストリアのインターナショナル・デビュタント・ボールで上流社会でデビュタントとして紹介された。

## キャリア
舞台界においてアイゼンハワーはオフ・ブロードウェイやアメリカ国内の地方劇場の作品に出演している。彼女はフィラデルフィアを拠点としており、バリモア舞台賞を2度受賞している。また映画『モナリザ・スマイル』や『ミスター・アーサー』に端役で出演している。

## 私生活
2011年から2017年までにアンソニー・チェスロックと結婚し、娘のクロエ（Chloe）をもうけた。2020年10月10日にサラ・ネヴィルと再婚した。

## 出演映画
- モナリザ・スマイル Mona Lisa Smile （2003年）
- Head Space （2006年）
- ミスター・アーサー Arthur （2011年）